# 茶屋町プレミアムナイト
『茶屋町プレミアムナイト』（ちゃやまちプレミアムナイト）は、MBSラジオが2013年度・2014年度のナイターオフの火曜日 - 金曜日夜間に編成していた自社制作・生ワイド番組のレーベルである。

## 2013年度
2012年度ナイターオフ期間の火曜日 - 金曜日夜間に編成していた『with…夜はラジオと決めてます』（以下『夜ラジ』と略記）を一新。「茶屋町プレミアムナイト」という共通レーベルの下で、曜日ごとに異なるタイトル・内容の番組を編成するようになった。一部の番組では、『夜ラジ』や『ナイターのあともラジオと決めちゃってます?』（2012年度ナイターシーズン限定のフィラー番組、以下『あとラジ』と略記）内の企画を継承。金曜日以外の放送時間については、21時台に『うたぐみPARTY』を編成した影響で、『夜ラジ』時代から約1時間短縮していた。
MBSラジオのナイターオフ編成において、複数の自社制作番組を包括するレーベルを導入するのは、2007年度の『MBSどっと!アナ』以来6シーズン振り。レーベル名に付けられた「茶屋町」とは、毎日放送の本社が大阪市北区茶屋町に位置することに由来する。また、リスナーへのプレゼントやPRを目的に、レーベル内の番組ごとにオリジナルのグッズを用意していた。ちなみに、当レーベルで放送されていた番組のうち、『ヤマヒロのぴかいちラジオ』と『松井愛のすこ〜し愛して★』は2014年度のナイターイン編成から通年番組として独立している。

### 放送時間
2013年10月9日（水曜日） - 2014年3月27日（木曜日）
- 火曜・金曜 17:54-21:00
- 水曜・木曜 17:54-20:50
  - 水曜・木曜の放送時間が10分短いのは、後枠に『上田義朗のベトナム元気』[3]（水曜）、『麻田キョウヤのあ〜まだ木曜日』[4]（木曜）という10分番組が設定されていたため。
  - JRN・NRNの双方に加盟するMBSラジオは、2006年度の『上泉雄一の発信!UWAらじお』以降、ナイターオフの平日夜間は全編自社で制作してきた。したがって、ナイターオフにこの時間帯で多くの民放ラジオ局が放送しているJRNやNRNの全国ネット番組（主にTBS、LF、QRが制作）の本編は一切ネットしない。ただ、NRN全国ネットゾーン（19時台前半）、およびLF・STVラジオ・東海ラジオ・KBCラジオとの5局ネットゾーン（19時台後半）内のCM[5]は当該時間帯に放送する。また、2013年11月12日から12月13日まで、QR制作のラジオドラマ『あさひるばん ビギニング』をレーベル共通コーナーとして20時台の後半に放送した。

#### ナイター対応
『MBSタイガースライブスペシャル』としてクライマックスシリーズや日本シリーズのナイトゲームを中継する日には、番組を原則として全編休止。
火・水曜日は、番組内の「MBSニュース」「お天気のお知らせ」を、中継終了後に5分間の独立番組として放送。
木曜日は、これに加えて、木曜コーナー「しあわせの雑学」も独立番組として放送した。

### 番組タイトル・出演者
◎：出演時点で毎日放送のアナウンサー

下記の放送期間は、「茶屋町プレミアムナイト」内での放送期間。
火曜日：ヤマヒロのぴかいちラジオ（2013年10月15日 - 2014年3月25日）
- パーソナリティ：山本浩之
- アシスタント：古川圭子◎
- パートナー：週替わり（メッセンジャーあいはら、メッセンジャー黒田など。18時台後半からエンディングまで出演）

水曜日：なにやっテンダラー（2013年10月9日 - 2014年3月26日）
- パーソナリティ：テンダラー
- アシスタント：山本量子

木曜日：週刊ますだスポーツ（2013年10月10日 - 2014年3月27日）
- パーソナリティ：増田英彦（ますだおかだ、『夜ラジ』木曜日から続投）
- アシスタント：仙田和吉◎、石橋雅子
- コーナーレギュラー：近藤勝重、水野晶子（『しあわせの雑学』）

金曜日：松井愛のすこ〜し愛して★（2013年10月11日 - 2014年3月21日）
- パーソナリティ：松井愛◎
- パートナー：週替わり（未知やすえ、小原正子（クワバタオハラ）、千鳥、ヨーロッパ企画のメンバーなど）
- コーナーレギュラー：ヒューマン中村

### 共通コーナー
- 「Today's Sports Topix」（18時台前半、全曜日）
  - 阪神タイガースの最新情報を中心としたスポーツニュース。テーマソングや、スポーツアナウンサーが日替わりでキャスターを務める体制を『夜ラジ』から継承している。
    - 火曜日：馬野雅行◎
    - 水曜日：井上雅雄◎
    - 木曜日：近藤亨◎（仙田・石橋が交互にヘッドラインを伝えるため、放送上は「データマン」という肩書で登場）
    - 金曜日：金山泉◎

  - 以上のアナウンサーが出演できない場合には、他曜日担当アナウンサーや赤木誠・森本栄浩のいずれかが代演。阪神タイガースの春季キャンプ期間中には、スポーツアナウンサーが交互に沖縄キャンプ（沖縄県宜野座村）を取材するため、茶屋町のスタジオと宜野座村の二元中継方式でキャンプリポートや選手へのインタビュー企画を放送していた。
- 「春一番!センバツ甲子園」（18:30頃）
  - 第86回選抜高等学校野球大会の速報・ダイジェストコーナーで、大会の初日に当たる2014年3月21日から放送。各曜日のスポーツアナウンサーが、「Today's Sports Topix」に続いて担当していた。
- 「しゃかりきラジオ営業マン　ビックムーン大月のマル得プレミアム情報」（18:30頃）
  - 『MBSたびぐみ　とっておき旅ラジオ』の2010・2011年度ナイターオフ版において、「ビッグムーン大月」という名義でクイズコーナーを進行していた大月勇（毎日放送ラジオ営業局員、元・同局アナウンサー）が、出演者とのトークを交えながらリスナーお得な商品・サービスを紹介するラジオショッピングコーナー。ただし、放送されない場合もあった。
- 「MBSニュース」（19:30頃、全曜日）
  - 『夜ラジ』の「○月○日のニュース」に相当。ただし、ニュースの合間に本編出演者とのやり取りを交えていた『夜ラジ』時代と違って、ストレートニュースのみ伝えた。
    - 火曜日：千葉猛◎
    - 水・金曜日：上田崇順◎
    - 木曜日：水野晶子◎
- ラジオドラマ『あさひるばん ビギニング』（文化放送制作、2013年11月12日 - 12月13日、火・金曜日には20:40頃、水・木曜日には20:35頃に放送）
  - 2013年11月29日から公開の松竹映画「あさひるばん」と連動した5分間・全20話のラジオドラマ[8]。サービスエリアの大半がMBSラジオと重複するラジオ大阪（OBC）でも、『走れ!歌謡曲』（文化放送からの同時ネットによる月 - 金曜日の深夜番組）内で午前3時台の後半に放送していた。OBCでは当番組より1日早く放送を開始したため、関西地方では、当番組への内包分が事実上OBC放送分の再放送に相当していた。
- 「お天気のお知らせ」（20:40頃 → 20:45頃、火 - 木曜日）
  - 各曜日のアシスタントが担当。金曜日のみ、後枠番組の『報道するラジオ』で伝えた。なお、『あさひるばん ビギニング』の内包期間中は、同ドラマの終了直後に放送。

## 2014年度
全曜日とも、第1部（17:46 - 20:00）と第2部（20:00 - 21:00）で番組を変える2部構成を採用。通年番組として放送枠を毎週金曜日の16:00 - 17:46に移動させていた『松井愛のすこ〜し愛して♥』を、第1部に組み込んだ。金曜日のみ、前述の通年枠に続いて編成していた関係で、同番組をおよそ4時間にわたって放送していた。第2部では、日替わりで番組を編成。NRNの全国ネットゾーン（19時台前半）のCMは、全曜日とも第1部の当該時間帯に流していた。
「茶屋町プレミアム」というレーベル名の使用や、レーベル方式によるナイターオフ番組の編成は、この年度をもって終了。2015年度のナイターイン編成では、『松井愛のすこ〜し愛して♥』の放送枠を再編したうえで、毎週月曜日 - 金曜日の10:30 - 12:30に移動させた。同年度のナイターオフ期間には、当レーベル第1部の大半（火 - 金曜日の17:46 - 19:30）および土曜日・日曜日の18時台で『With Tigers MBSベースボールパーク みんなでホームイン!』、第1部の残り時間と第2部を統合した放送枠（火・水曜日19:30 - 22:00、木曜日19:30 - 21:50、金曜日19:30 - 21:00）で『ニュースターラジオ』を放送する。

### 放送時間
第1部『松井愛のすこ〜し愛して♥』
- 火曜 - 金曜：17:46 - 20:00

金曜日のみ、前述の編成によって、16:00から約4時間の生放送を実施していた。
第2部
- 火曜・水曜：20:00 - 22:00
- 木曜：20:00 - 21:50
- 金曜：20:00 - 21:00

### 番組タイトル・出演者
◎：出演時点で毎日放送のアナウンサー

下記の放送期間は、「茶屋町プレミアムナイト」内での放送期間。

#### 第1部『松井愛のすこ〜し愛して♥』
- パーソナリティ：松井愛◎
- パートナー
  - 火曜日：シャンプーハット
  - 水曜日：テンダラー
  - 木曜日：未知やすえ
  - 金曜日：週替わり（月亭方正、小原正子（クワバタオハラ）、千鳥、大畑大介、永野宗典（ヨーロッパ企画））

#### 第2部
火曜日：吉田たちのフリートーク（2014年10月21日 - ）
- パーソナリティ：吉田たち

水曜日：週刊ますだスポーツ（2014年10月22日 - ）
- パーソナリティ：増田英彦（ますだおかだ）
- アシスタント：仙田和吉◎、豊永真琴

木曜日：大吉洋平の毎日ヒルズ大吉白書
- パーソナリティ：大吉洋平◎

金曜日：かみじょうたけしのブレイクしたいねんっ!
- パーソナリティ：かみじょうたけし

### 共通コーナー
いずれも、第1部の『松井愛のすこ〜し愛して♥』内で放送。前年度に内包していた「お天気のお知らせ」については、緊急時を除いて、当レーベルの番組内で放送しなかった。
- 「Today's Sports Topix」（18時台前半、全曜日）
  - キャスター陣や放送内容は前年度と同じだが、金山と近藤の出演曜日を変更。また、MBSラジオのプロ野球解説者が、当コーナーにのみ日替わりで1名出演していた。
    - 火曜日：馬野雅行◎
    - 水曜日：井上雅雄◎
    - 木曜日：金山泉◎
    - 金曜日：近藤亨◎
- 「しゃかりきラジオ営業マン　ビックムーン大月のマル得プレミアム情報」（前述）
- 「春一番!センバツ甲子園」（18:30頃）
  - 第87回選抜高等学校野球大会の速報・ダイジェストコーナーで、当日の「Today's Sports Topix」担当アナウンサーがキャスターを兼務した。
- 「MBSニュース」（19:30頃、全曜日）
  - キャスター陣は基本として、前年度から続投。ただし、他のアナウンサーが担当することもあった。

## 関連番組
- with…夜はラジオと決めてます
  - ナイターのあともラジオと決めちゃってます?
- With Tigers MBSベースボールパーク みんなでホームイン! -　『週刊ますだスポーツ』2014年度版の出演者が火曜日で続投